# Muromá

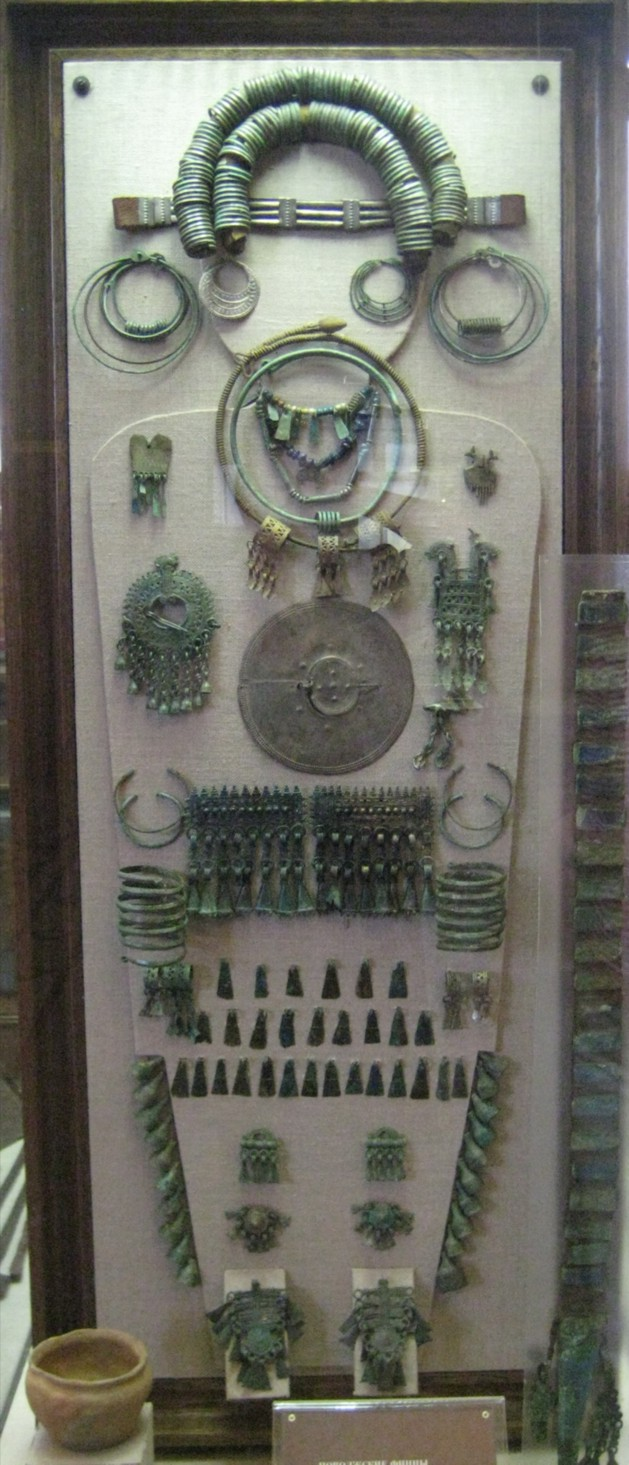
Joyas metálicas típicas de una mujer muroma.

Los muromá o muromianos (en ruso: мурома́) eran un pueblo finoúgrio que vivía en las cuencas del río Oká y del alto Volga en la actual Rusia. Hablaban el idioma muromiano. La vieja ciudad de Múrom, todavía recuerda su nombre.
Cultivaban la tierra, cazaban y comerciaban. Pagaban tributo a los príncipes rusos y, como sus vecinos los meria, fueron asimilados por los eslavos orientales como rusos en el siglo XII.